# Diplacina
Genre
Diplacina est un genre d'insectes de la famille des Libellulidae appartenant au sous-ordre des anisoptères dans l'ordre des odonates. Il comprend vingt-six espèces. 

## Espèces du genreDiplacina
- Diplacina antigone Lieftinck, 1933
- Diplacina arsinoe Lieftinck, 1953
- Diplacina bolivari Selys, 1882
- Diplacina braueri Selys, 1882
- Diplacina callirrhoe Lieftinck, 1953
- Diplacina clymene Lieftinck, 1963
- Diplacina cyrene Lieftinck, 1953
- Diplacina dioxippe Lieftinck, 1963
- Diplacina erigone Lieftinck, 1953
- Diplacina fulgens Ris, 1898
- Diplacina guentherpetersi Villanueva, 2012
- Diplacina hyppolyte Lieftinck, 1933
- Diplacina holgerhungeri Villanueva, 2012
- Diplacina ismene Lieftinck, 1933
- Diplacina lisa Needham & Gyger, 1941
- Diplacina merope Lieftinck, 1963
- Diplacina micans Lieftinck, 1953
- Diplacina militaris Ris, 1909
- Diplacina nana  Brauer, 1868
- Diplacina paragua Villanueva, 2012
- Diplacina paula Ris, 1919
- Diplacina persephone Lieftinck, 1933
- Diplacina phoebe Ris, 1919
- Diplacina sanguinolenta Van Tol, 1987
- Diplacina smaragdina Selys, 1878
- Diplacina torrenticola Van Tol, 1987